# Porta Nuova (Grosseto)
Porta Nuova (o Portanova, già Porta di San Pietro) costituisce l'accesso settentrionale al centro storico di Grosseto.
Si tratta di un varco costituito dall'interruzione di un breve tratto delle mura medicee tra il bastione Garibaldi e il bastione Rimembranza, in seguito alla demolizione della porta vera e propria avvenuta nel 1866.

## Storia

### La medievale Porta di San Pietro
Le mura medievali di Grosseto erano dotate di quattro porte di accesso alla città: la Porta di San Pietro costituiva l'accesso settentrionale, al limite dell'asse nord-sud del centro storico. Nel 1334, con il rifacimento della cinta muraria da parte della Repubblica di Siena e con l'edificazione del Cassero Senese, fu deliberata la costruzione di un cassero minore, il "Cassero di San Pietro", verosimilmente un grosso torrione costruito sopra l'omonima porta dotata di arco a sesto acuto. Tale porta iniziò ad essere conosciuta anche come Porta Senese, in quanto punto d'accesso alla città dalla strada che la collegava con Siena.
Quando i Medici procedettero alla costruzione delle nuove mura medicee (1565-1593), l'intera area fu interessata da interventi di demolizione e ristrutturazione; come unica porta d'accesso alla città fu deciso di mantenere Porta Vecchia, allora "Porta Cittadina" poi "Reale", rivolta a meridione. La Porta di San Pietro venne chiusa e inglobata nella nuova cinta muraria, lasciando visibili solo il portone di legno e i serramenti.

### Da Porta Murata a Porta Nuova
Nel corso del XVIII secolo si iniziò a sentire la necessità di riaprire un collegamento a nord per permettere il facile accesso ad un'ampia area agricola posta al di fuori delle mura ricca di magazzini, granai e fienili, ma quasi disabitata e incolta data la scarsa frequentazione. Su richiesta della popolazione grossetana, l'amministrazione granducale iniziò a prendere in considerazione l'idea di riaprire l'ex porta di San Pietro, chiamata allora Porta Murata, anche in vista di una progressiva smilitarizzazione della cinta muraria. I cittadini inviarono nel 1753 una petizione al granduca, nella quale si può riscontrare come essi «preferissero l'apertura della Porta Nuova al restauro di Porta Vecchia poiché era spesso allagata dalle piene dell'Ombrone e dalle frequenti piogge, soggetta a forti venti e al passaggio di due fogne con conseguente pericolo per la salute pubblica».
Nel luglio 1753 il colonnello ingegnere Odoardo Warren firmò il progetto per la riapertura della Porta Murata, da quel momento Porta Nuova, che previde la costruzione di un ponte in muratura a tre arcate sopra il fosso di San Giovanni, nonché di un'apertura esterna sullo spalto delle fortificazioni di controscarpa che permetteva il collegamento al Casotto del Corpo di Guardia. Porta Nuova venne aperta nel 1755 e divenne ben presto la porta principale di accesso alla città; dal 1º gennaio 1759 la Granguardia cittadina avrebbe prestato giuramento presso questa porta, non più a Porta Reale.
Nel 1784 i due edifici militari posti nei pressi della porta, noti come il "Casone" e il "Casoncino", furono destinati a dimora dei lavoranti della campagna, con vari appartamenti per più famiglie e un magazzino di grano e biada. Nel 1794 l'amministrazione comunale dispose che venisse posta una «catena presso la porta Nuova per impedire il continuo transito dei barrocci, carri e carichi di carbone, doghe, e legni da costruzione».

### Il progressivo smantellamento
La porta era ormai il punto di accesso di riferimento della città e questo portò il granduca Ferdinando III di Lorena a ordinarne l'ampliamento nel 1822. I lavori, dei quali fu incaricato l'ingegnere Lorenzo Corsi e che si conclusero nel 1823, previdero la demolizione della torre in pietra posta sopra l'arco, ciò che restava dell'ex cassero di epoca medievale, e l'apertura di una nuova porta dalle forme semplici, con facciata esterna in laterizio sormontata da un attico. Sul lato sinistro della porta fu posta una lapide commemorativa dei lavori.
Nella prima metà del XIX secolo era ormai conclusa l'opera di smilitarizzazione delle mura difensive, e la città stava iniziando lentamente ad espandersi fuori dal centro storico. L'area fuori Porta Nuova, data la sua posizione privilegiata presso quello che era diventato l'accesso principale della città, iniziò ben presto ad essere al centro di studi e progetti, uno dei quali (1839) è opera dell'ingegnere Alessandro Manetti, attivo nei lavori di bonificamento della piana di Grosseto; nessuno di questi progetti o iniziative riuscì tuttavia ad avere esito. Solo quando venne inaugurata la stazione ferroviaria che era stata realizzata proprio nell'area antistante Porta Nuova, con delibera del 2 marzo 1864 il Comune di Grosseto dette inizio ad una serie di lavori che coinvolsero tutta l'area d'accesso alle mura, con la prima sistemazione di quella che poi diventerà piazza della Vasca e la realizzazione del viale della Stazione. Tutto quello che restava della Porta Nuova venne demolito nel 1866. L'ingegnere Bernardo Santini propose un progetto che prevedeva la costruzione di un arco di trionfo in stile dorico, in posizione leggermente avanzata rispetto al perimetro murario, come ingresso monumentale della città di Grosseto. Tale iniziativa non trovò però alcun esito e fu preferita una più economica sistemazione ad opera dell'ingegnere dell'ufficio tecnico comunale Enrico Ciampoli: fu ampliato il varco nelle mura, vennero costruiti i due edifici daziari gemelli ai lati dell'imboccatura e fu realizzata una cancellata in ferro che correva da un edificio all'altro.

### La "barriera" e il sobborgo di Porta Nuova

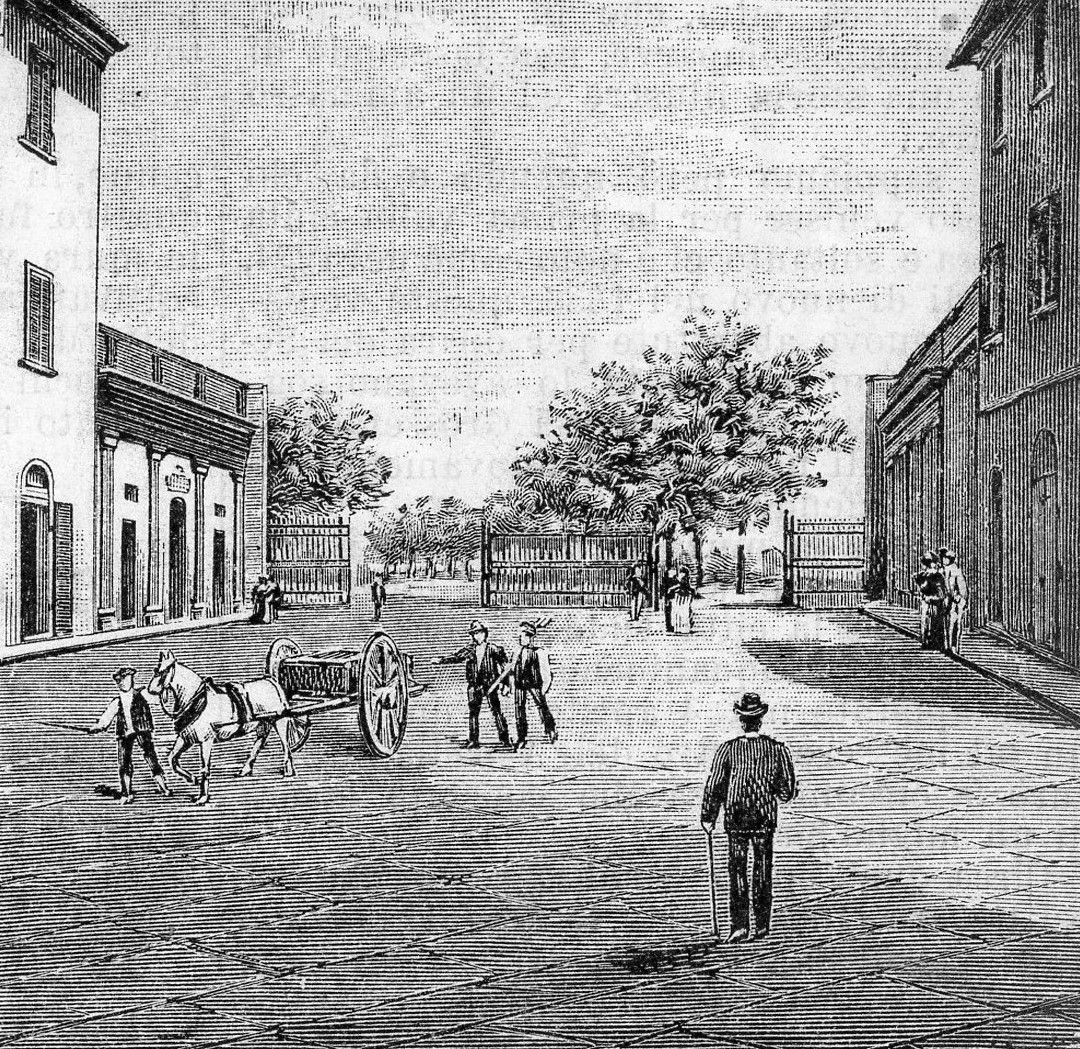
La barriera di Porta Nuova in una xilografia del 1896

La "Barriera di Porta Nuova" rimase a sostituzione della porta scomparsa fino al 1920, quando venne approvato un piano edilizio per l'area antistante redatto dall'architetto Lorenzo Porciatti, che prevedeva l'interramento del fossato e la successiva trasformazione della zona a ridosso delle mura in area pedonale e viale per il passeggio, quest'ultimo intitolato poi all'omonimo avo dell'architetto; l'area a sinistra della barriera, lungo il perimetro murario esterno, fu adibita a verde pubblico. La cancellata in ferro venne eliminata definitivamente nel 1923, mentre furono mantenuti i due edifici daziari gemelli. I cosiddetti "Giardini di Porta Nuova" furono poi smantellati tra il 1939 e il 1941, quando l'area venne utilizzata per realizzarvi una nuova piazza (piazza dei Martiri fascisti, oggi piazza del Popolo) da aprirsi di fronte al Palazzo Littorio; per permettere ciò furono demoliti anche 40 metri di cinta muraria medicea.
Nella prima metà del XX secolo si era intanto andato a formare uno dei primi sobborghi cittadini al di fuori della cinta muraria, il cosiddetto "Sobborgo di Porta Nuova", sorto lungo l'asse tra l'accesso settentrionale al centro storico e la stazione ferroviaria, e che è stato teatro dei primissimi interventi urbanistici della città quali il primo piano regolatore di Grosseto a firma dell'ingegnere Corrado Andreini (1909), il già citato regolamento edilizio del Porciatti (1920), le prime aree residenziali ad opera di Renato Della Rocca (1922-1924) e di Umberto Tombari (1929-1933), la sistemazione monumentale della piazza Umberto I con architetture di pregio (1923-1932).